# Olénivka (Txornomórske)
|  | Per a altres significats, vegeu «Olénivka». |

Olénivka (en (ucraïnès): Оленівка, en rus: Оленевка, Olénevka) és un poble de la República Autònoma de Crimea a Ucraïna, que el 2014 tenia 1.441 habitants. Pertany al districte de Txornomórske. Fins al 1945 la vila es deia Karadjí.